# Demain dès l'aube
Demain dès l'aube (Traducido al español como Mañana al alba) fue uno de los poemas más famosos del escritor francés Victor Hugo. Fue publicado en su colección de 1856 Les Contemplations. Consta de 3 cuartetos alejandrinos. El poema describe una visita a la tumba de su hija Léopoldine Hugo 4 años después de su muerte.

## Texto
| Texto original en francés | Traducción al español |
| Demain, dès l'aube, à l'heure où blanchit la campagne, Je partirai. Vois-tu, je sais que tu m'attends. J'irai par la forêt, j'irai par la montagne. Je ne puis demeurer loin de toi plus longtemps. Je marcherai les yeux fixés sur mes pensées, Sans rien voir au dehors, sans entendre aucun bruit, Seul, inconnu, le dos courbé, les mains croisées, Triste, et le jour pour moi sera comme la nuit. Je ne regarderai ni l'or du soir qui tombe, Ni les voiles au loin descendant vers Harfleur, Et, quand j'arriverai, je mettrai sur ta tombe Un bouquet de houx vert et de bruyère en fleur. | Mañana, al alba, cuando blanquea el campo, Yo partiré. Mira, sé que me esperas. Iré por el bosque, iré por la montaña. No puedo permanecer lejos de ti más tiempo. Caminaré, los ojos fijos en mis pensamientos, Sin ver nada alrededor, sin escuchar ningún ruido, Solo, desconocido, la espalda encorvada, las manos cruzadas, Triste, y el día para mí será como la noche. No miraré ni el oro de la tarde que cae, Ni las velas lejanas descendiendo hacia Harfleur, Y al llegar, pondré sobre tu tumba, Un ramo de acebo verde y de brezo en flor. |